# Riviera Police
Riviera Police è una serie televisiva giallo poliziesca britannica in 13 episodi prodotta dalla Associated Rediffusion Television e dalla Global Television Services, trasmessi per la prima volta nel corso di una sola stagione dal 2 agosto al 27 ottobre 1965 sulla ITV.

## Trama
Ambientata in Costa Azzurra, la serie racconta le indagini di un ispettore e tre agenti di polizia (due britannici e due francesi) impegnati a risolvere casi e sgominare criminali negli ambienti mondani ed esclusivi dell'alta società francese.

## Produzione
La serie televisiva venne lanciata durante l'estate del 1965 dalla ITV forte del successo di Coronation Street, e nei primi sette episodi mantenne le attese, con ascolti piuttosto alti, ma nel periodo successivo l'interesse calò improvvisamente e venne cancellata dopo il tredicesimo episodio.
Il tema musicale della serie fu composto da Laurie Johnson. Sono visibili soltanto quattro episodi: nove di essi risultano mancanti negli archivi della ITV.

## Registi e sceneggiatori
I registi della serie furono sei: Ian Fordyce (per 4 episodi), Christopher Hodson (3 episodi), Richard Doubleday e Bill Turner (2 episodi ciascuno), Ronald Marriott e Marc Miller (con un episodio).
Gli sceneggiatori furono otto: Derek e Donald Ford (con 4 episodi ciascuno), Patrick Alexander, Max Marquis, Anthony Skene e David Weir (con 2 episodi ciascuno), Brian Clemens e lo stesso produttore Jordan Lawrence (con un episodio ciascuno).

## Episodi
| Stagione       | Episodi | Prima TV originale |
| -------------- | ------- | ------------------ |
| Prima stagione | 13      | 1965               |